# L'Évasion de Hassan Terro
 (juillet 2012).
Si vous disposez d'ouvrages ou d'articles de référence ou si vous connaissez des sites web de qualité traitant du thème abordé ici, merci de compléter l'article en donnant les références utiles à sa vérifiabilité et en les liant à la section « Notes et références ».
Pour plus de détails, voir Fiche technique et Distribution.
L'Évasion de Hassan Terro est un film algérien réalisé par Mustapha Badie en 1974.
Il reprend le personnage de Hassan Terro, du film à succès éponyme, mais cette fois-ci dans une réalisation en couleurs.

## Synopsis
Alger, 1957. En pleine bataille d’Alger, Hassan, un homme ordinaire et paisible de la Casbah, est arrêté par l’armée française sur un malentendu. Pris pour un dangereux chef de la résistance, il devient malgré lui le fameux « Hassan Terro ». Mais ce surnom n’est que le début d’un engrenage absurde : les autorités françaises, pensant tenir un poisson de choix, orchestrent son évasion afin de le suivre jusqu’aux véritables chefs du FLN’.

## Fiche technique
- Réalisation : Mustapha Badie
- Scénario : Rouiched et Mohammed Lakhdar-Hamina
- Histoire : Rouiched
- Production : Farès Sélim
- Image : Allel Yahiaoui
- Directeur de la photographie : Mohammed Lakhdar-Hamina, Bouziane Abdel Kader
- Décors : Mohamed Boudjemaa
- Musique : Ahmed Malek
- Musique originale : Philippe Arthuys
- Son : Abdelhamid Oulmi

## Distribution
- Rouiched : Hassan
- Sid Ali Kouiret
- Chafia Boudraa
- Paul Mercey
- Jenny Astruc